# Büllingen
Büllingen (tysk) eller Bullange (fransk) er den østligste kommune i Belgien. Den grænser op til de tyske delstater Nordrhein-Westfalen og Rheinland-Pfalz.
I areal er kommunen den største kommune i Kanton Sankt Vith (Belgisk Eifel) i provinsen Liège. Kommunen ligger i regionen Vallonien, i den i den østlige del af landet, 140 kilometer øst for hovedstaden Bruxelles.

## Sprog
Flertallet af indbyggerne i kommunen er tysktalende, mens et mindretal taler fransk. Begge sprog har officiel anerkendelse.

## Landsbyer
I kommunen findes der landsbyerne: Büllingen, Honsfeld, Hünningen, Rocherath-Krinkelt (oprindeligt to landsbyer), Mürringen og Wirtzfeld.